# Процесс (фильм, 2018)
«Процесс» — документальный фильм 2018 года украинского режиссёра Сергея Лозницы, смонтированный из кинохроники судебного процесса по Делу Промпартии. Мировая премьера состоялась на 75-м Венецианском фестивале 7 сентября 2018 года. Три дня спустя премьера состоялась на Кинофестивале в Торонто.

## Сюжет
Два часа из кинохроники судебного процесса по Делу Промпартии, снятой под руководством Якова Посельского для фильма «13 дней. Дело Промпартии», и вмещает в себя практически весь материал, не вошедший в фильм Посельского, за исключением брака и того, что сам Лозница посчитал «избыточным текстом».

## Премьерный показ в разных странах
- Италия — 7 сентября 2018 на 75-м Венецианском кинофестивале
- Канада — 10 сентября 2018 на Кинофестивале в Торонто[1]
- Израиль — 23 сентября 2018 на Хайфском кинофестивале[3]
- Южная Корея — 6 октября 2018 на Пусанском кинофестивале[4]
- Аргентина — 13 ноября 2018 на Фестивале в Мар-дель-Плата
- США — 12 января 2019, Музей движущегося изображения
- Франция — 17 марта 2019 на фестивале Cinéma du Réel[5]
- Польша — 14 мая 2019 на фестивале Docs Against Gravity
- Украина — 17 июля 2019 на Одесском кинофестивале